# Basquetebol nos Jogos Olímpicos de Verão de 2012 - Feminino
O torneio feminino de basquetebol nos Jogos Olímpicos de Verão de 2012, ocorreu entre 28 de julho e 11 de agosto. A fase de grupos e as quartas-de-final foram disputadas na Basketball Arena, enquanto que a semifinais e finais na North Greenwich Arena, ambos em Londres.

## Medalhistas
|  | USA Estados Unidos |  | FRA França |  | AUS Austrália |
|  | Lindsay Whalen Seimone Augustus Sue Bird Maya Moore Angel McCoughtry Asjha Jones Tamika Catchings Swin Cash Diana Taurasi Sylvia Fowles Tina Charles Candace Parker |  | Isabelle Yacoubou Endéné Miyem Clémence Beikes Sandrine Gruda Edwige Lawson-Wade Céline Dumerc Florence Lepron Émilie Gomis Marion Laborde Élodie Godin Emmeline Ndongue Jennifer Digbeu |  | Jenna O'Hea Samantha Richards Jennifer Screen Abby Bishop Suzy Batkovic Kathleen MacLeod Kristi Harrower Laura Summerton Belinda Snell Rachel Jarry Liz Cambage Lauren Jackson |

## Qualificação
| Campeonato de classificação feminino               | Data                                  | País      | Vagas | Classificados                                 |
| -------------------------------------------------- | ------------------------------------- | --------- | ----- | --------------------------------------------- |
| País sede                                          | 6 de julho de 2005                    |           | 1     | Grã-Bretanha                                  |
| Campeonato Mundial de Basquetebol Feminino de 2010 | 23 de setembro – 3 de outubro 2010    | Chéquia   | 1     | Estados Unidos                                |
| Pré-Olimpico da Europa                             | 18 de junho – 3 de julho de 2011      | Polónia   | 1     | Rússia                                        |
| Pré-Olimpico da Ásia                               | 21–28 de agosto de 2011               | China     | 1     | China                                         |
| Pré-Olimpico da Oceania                            | 7–11 de setembro de 2011              | Austrália | 1     | Austrália                                     |
| Pré-Olimpico das Américas                          | 24 de setembro – 1 de outubro de 2011 | Colômbia  | 1     | Brasil                                        |
| Pré-Olimpico da África                             | 23 de setembro – 2 de outubro de 2011 | Mali      | 1     | Angola                                        |
| Pré-Olimpico Mundial                               | 25 de junho – 1 de julho de 2012      | Turquia   | 5     | Croácia · Chéquia · Turquia · França · Canadá |
| Total                                              |                                       |           | 12    |                                               |

## Formato
As doze equipes classificadas foram divididas em dois grupos de seis equipes. Cada equipe enfrentou as outras equipes do mesmo grupo, totalizando cinco jogos. As quatro primeiras colocadas de cada grupo se classificaram à fase final, disputado no sistema eliminatório simples. As equipes vencedoras das semifinais disputaram a final e as perdedoras a medalha de bronze.

## Primeira fase
|  | Equipes classificadas à fase final |

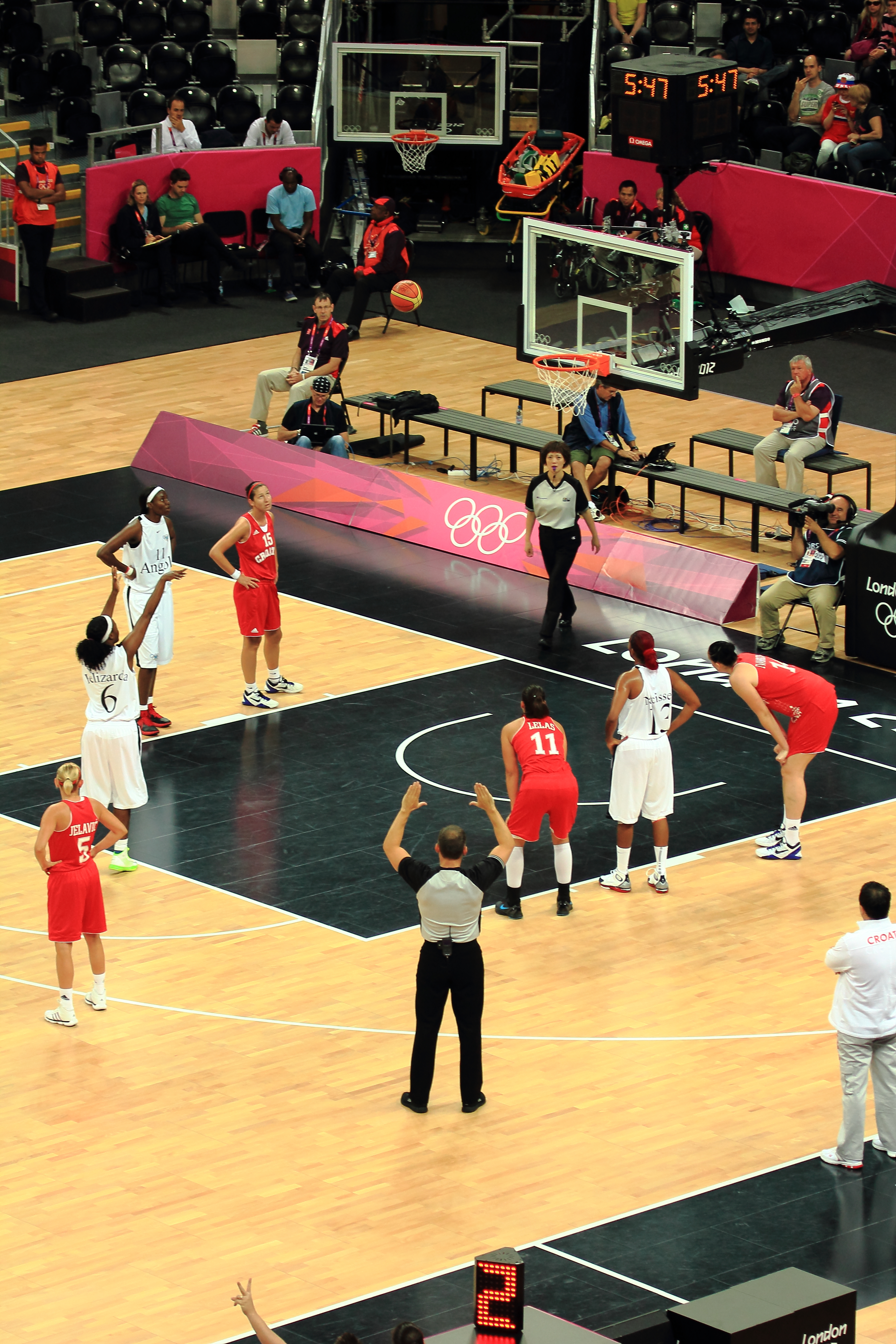
Partida entre Angola e Croácia.

Todas as partidas seguem o fuso horário local (UTC+1).

### Grupo A
| Equipe         | J | V | D | PF  | PC  | Dif  | GA    | Pts |
| -------------- | - | - | - | --- | --- | ---- | ----- | --- |
| Estados Unidos | 5 | 5 | 0 | 462 | 279 | +183 | 1.656 | 10  |
| Turquia        | 5 | 4 | 1 | 343 | 316 | +27  | 1.085 | 9   |
| China          | 5 | 3 | 2 | 346 | 363 | –17  | 0.953 | 8   |
| Chéquia        | 5 | 2 | 3 | 346 | 332 | +14  | 1.042 | 7   |
| Croácia        | 5 | 1 | 4 | 324 | 379 | −55  | 0.855 | 6   |
| Angola         | 5 | 0 | 5 | 243 | 395 | −152 | 0.615 | 5   |

| 28 de julho 09:00 | Relatório | China                                                 | 66–57 | Chéquia                                                   |  | Basketball Arena, Londres Árbitros: Jorge Vazquez (PUR), Vaughan Mayberry (AUS), Carole Delaune (FRA) |  |
| 28 de julho 09:00 | Relatório | Placar por quarto: 20–16, 16–13, 15–15, 15–13         |       |                                                           |  | Basketball Arena, Londres Árbitros: Jorge Vazquez (PUR), Vaughan Mayberry (AUS), Carole Delaune (FRA) |  |
| 28 de julho 09:00 | Relatório | Pts: Ma Zengyu 16 Rbts: Chen Nan 8 Asts: Miao Lijie 8 |       | Pts: Vítečková 14 Rbts: Horáková 9 Asts: três jogadoras 3 |  | Basketball Arena, Londres Árbitros: Jorge Vazquez (PUR), Vaughan Mayberry (AUS), Carole Delaune (FRA) |  |

| 28 de julho 14:30 | Relatório | Turquia                                           | 72–50 | Angola                                                 |  | Basketball Arena, Londres Árbitros: Elena Chernova (RUS), Vitalis Gode (KEN), Fernando Sampietro (ARG) |  |
| 28 de julho 14:30 | Relatório | Placar por quarto: 21–8, 14–17, 23–14, 14–11      |       |                                                        |  | Basketball Arena, Londres Árbitros: Elena Chernova (RUS), Vitalis Gode (KEN), Fernando Sampietro (ARG) |  |
| 28 de julho 14:30 | Relatório | Pts: Palazoğlu 13 Rbts: Çağlar 7 Asts: Vardarlı 5 |       | Pts: Maurício 11 Rbts: Tomas, Manuel 5 Asts: Camufal 2 |  | Basketball Arena, Londres Árbitros: Elena Chernova (RUS), Vitalis Gode (KEN), Fernando Sampietro (ARG) |  |

| 28 de julho 16:45 | Relatório | Estados Unidos                               | 81–56 | Croácia                                        |  | Basketball Arena, Londres Árbitros: Juan Arteaga (ESP), Oļegs Latiševs (LAT), Snehal Bendke (IND) |  |
| 28 de julho 16:45 | Relatório | Placar por quarto: 11–4, 20–24, 22–19, 28–9  |       |                                                |  | Basketball Arena, Londres Árbitros: Juan Arteaga (ESP), Oļegs Latiševs (LAT), Snehal Bendke (IND) |  |
| 28 de julho 16:45 | Relatório | Pts: Charles 14 Rbts: Parker 13 Asts: Bird 5 |       | Pts: Ivezić 22 Rbts: Ivanković 7 Asts: Lelas 5 |  | Basketball Arena, Londres Árbitros: Juan Arteaga (ESP), Oļegs Latiševs (LAT), Snehal Bendke (IND) |  |

| 30 de julho 09:00 | Relatório | Croácia                                              | 58–83 | China                                                  |  | Basketball Arena, Londres Árbitros: Michael Aylen (AUS), Elena Chernova (RUS), Felicia Grinter (USA) |  |
| 30 de julho 09:00 | Relatório | Placar por quarto: 21–24, 10–15, 14–25, 13–19        |       |                                                        |  | Basketball Arena, Londres Árbitros: Michael Aylen (AUS), Elena Chernova (RUS), Felicia Grinter (USA) |  |
| 30 de julho 09:00 | Relatório | Pts: Mandir 22 Rbts: Ivezić 6 Asts: Jelavić, Lelas 4 |       | Pts: Chen Nan 28 Rbts: Chen Nan 10 Asts: Miao Lijie 10 |  | Basketball Arena, Londres Árbitros: Michael Aylen (AUS), Elena Chernova (RUS), Felicia Grinter (USA) |  |

| 30 de julho 11:15 | Relatório | Chéquia                                                           | 57–61 | Turquia                                                 |  | Basketball Arena, Londres Árbitros: Pablo Estévez (ARG), Shoko Sugruro (JPN), Samir Abaakil (MAR) |  |
| 30 de julho 11:15 | Relatório | Placar por quarto: 8–13, 13–20, 18–12, 18–16                      |       |                                                         |  | Basketball Arena, Londres Árbitros: Pablo Estévez (ARG), Shoko Sugruro (JPN), Samir Abaakil (MAR) |  |
| 30 de julho 11:15 | Relatório | Pts: Veselá 19 Rbts: três jogadoras 6 Asts: Bartoňová, Elhotová 4 |       | Pts: três jogadoras 11 Rbts: Yılmaz 13 Asts: Vardarlı 4 |  | Basketball Arena, Londres Árbitros: Pablo Estévez (ARG), Shoko Sugruro (JPN), Samir Abaakil (MAR) |  |

| 30 de julho 22:15 | Relatório | Angola                                                    | 38–90 | Estados Unidos                              |  | Basketball Arena, Londres Árbitros: Carole Delauné (FRA), Marcos Benito (BRA), Robert Lottermoser (GER) |  |
| 30 de julho 22:15 | Relatório | Placar por quarto: 12–22, 6–19, 11–28, 9–21               |       |                                             |  | Basketball Arena, Londres Árbitros: Carole Delauné (FRA), Marcos Benito (BRA), Robert Lottermoser (GER) |  |
| 30 de julho 22:15 | Relatório | Pts: Guadalupe 11 Rbts: Maurício, Manuel 6 Asts: Manuel 2 |       | Pts: Parker 14 Rbts: Parker 12 Asts: Bird 5 |  | Basketball Arena, Londres Árbitros: Carole Delauné (FRA), Marcos Benito (BRA), Robert Lottermoser (GER) |  |

| 1 de agosto 11:15 | Relatório | China                                                 | 76–52 | Angola                                                 |  | Basketball Arena, Londres Árbitros: Christos Christodoulou (GRE), Samir Abaakil (MAR), Shenal Bendke (IND) |  |
| 1 de agosto 11:15 | Relatório | Placar por quarto: 15–13, 18–18, 24–6, 19–15          |       |                                                        |  | Basketball Arena, Londres Árbitros: Christos Christodoulou (GRE), Samir Abaakil (MAR), Shenal Bendke (IND) |  |
| 1 de agosto 11:15 | Relatório | Pts: Ma Zengyu 15 Rbts: Gao Song 9 Asts: Miao Lijie 5 |       | Pts: Guadalupe 12 Rbts: Tomas 9 Asts: três jogadoras 2 |  | Basketball Arena, Londres Árbitros: Christos Christodoulou (GRE), Samir Abaakil (MAR), Shenal Bendke (IND) |  |

| 1 de agosto 20:00 | Relatório | Croácia                                       | 70–89 | Chéquia                                           |  | Basketball Arena, Londres Árbitros: Cristiano Maranho (BRA), Guerrino Cerebuch (ITA), Carole Delauné (FRA) |  |
| 1 de agosto 20:00 | Relatório | Placar por quarto: 19–22, 20–23, 21–12, 10–32 |       |                                                   |  | Basketball Arena, Londres Árbitros: Cristiano Maranho (BRA), Guerrino Cerebuch (ITA), Carole Delauné (FRA) |  |
| 1 de agosto 20:00 | Relatório | Pts: Mandir 20 Rbts: Mandir 6 Asts: Mandir 3  |       | Pts: Elhotová 20 Rbts: Horáková 10 Asts: Veselá 7 |  | Basketball Arena, Londres Árbitros: Cristiano Maranho (BRA), Guerrino Cerebuch (ITA), Carole Delauné (FRA) |  |

| 1 de agosto 22:15 | Relatório | Estados Unidos                                         | 89–58 | Turquia                                                                       |  | Basketball Arena, Londres Árbitros: Michael Aylen (AUS), Stephen Seibel (CAN), Peng Ling (CHN) |  |
| 1 de agosto 22:15 | Relatório | Placar por quarto: 19–16, 22–10, 22–21, 26–11          |       |                                                                               |  | Basketball Arena, Londres Árbitros: Michael Aylen (AUS), Stephen Seibel (CAN), Peng Ling (CHN) |  |
| 1 de agosto 22:15 | Relatório | Pts: McCoughtry 18 Rbts: três jogadoras 7 Asts: Bird 4 |       | Pts: Vardarlı, Hollingsworth 11 Rbts: Hollingsworth 8 Asts: Vardarlı, Alben 3 |  | Basketball Arena, Londres Árbitros: Michael Aylen (AUS), Stephen Seibel (CAN), Peng Ling (CHN) |  |

| 3 de agosto 09:00 | Relatório | Angola                                                 | 56–75 | Croácia                                        |  | Basketball Arena, Londres Árbitros: Stephen Seibel (CAN), Shoko Sugruro (JPN), Peng Ling (CHN) |  |
| 3 de agosto 09:00 | Relatório | Placar por quarto: 18–24, 14–17, 11–18, 13–16          |       |                                                |  | Basketball Arena, Londres Árbitros: Stephen Seibel (CAN), Shoko Sugruro (JPN), Peng Ling (CHN) |  |
| 3 de agosto 09:00 | Relatório | Pts: Tomas 15 Rbts: Maurício, Tomas 8 Asts: Maurício 4 |       | Pts: Lelas 23 Rbts: Ivanković 7 Asts: Mandir 5 |  | Basketball Arena, Londres Árbitros: Stephen Seibel (CAN), Shoko Sugruro (JPN), Peng Ling (CHN) |  |

| 3 de agosto 16:45 | Relatório | Turquia                                             | 82–55 | China                                                           |  | Basketball Arena, Londres Árbitros: Carl Jungebrand (FIN), Felicia Grinter (USA), Vaughan Mayberry (AUS) |  |
| 3 de agosto 16:45 | Relatório | Placar por quarto: 26–13, 13–14, 20–16, 23–12       |       |                                                                 |  | Basketball Arena, Londres Árbitros: Carl Jungebrand (FIN), Felicia Grinter (USA), Vaughan Mayberry (AUS) |  |
| 3 de agosto 16:45 | Relatório | Pts: Yılmaz 16 Rbts: Hollingsworth 11 Asts: Alben 5 |       | Pts: Ma Zengyu 7 Rbts: Ma Zengyu, Chen Nan 8 Asts: Miao Lijie 6 |  | Basketball Arena, Londres Árbitros: Carl Jungebrand (FIN), Felicia Grinter (USA), Vaughan Mayberry (AUS) |  |

| 3 de agosto 22:15 | Relatório | Chéquia                                            | 61–88 | Estados Unidos                                |  | Basketball Arena, Londres Árbitros: Elena Chernova (RUS), Marcos Benito (BRA), Vitalis Gode (KEN) |  |
| 3 de agosto 22:15 | Relatório | Placar por quarto: 26–24, 12–24, 9–22, 14–18       |       |                                               |  | Basketball Arena, Londres Árbitros: Elena Chernova (RUS), Marcos Benito (BRA), Vitalis Gode (KEN) |  |
| 3 de agosto 22:15 | Relatório | Pts: Zrůstová 15 Rbts: Pecková 6 Asts: Bartoňová 3 |       | Pts: Taurasi 18 Rbts: Charles 14 Asts: Bird 9 |  | Basketball Arena, Londres Árbitros: Elena Chernova (RUS), Marcos Benito (BRA), Vitalis Gode (KEN) |  |

| 5 de agosto 11:15 | Relatório | Angola                                                      | 47–82 | Chéquia                                            |  | Basketball Arena, Londres Árbitros: Rabah Noujaim (LIB), Vaughan Mayberry (AUS), Vitalis Gode (KEN) |  |
| 5 de agosto 11:15 | Relatório | Placar por quarto: 18–23, 7–17, 10–18, 12–24                |       |                                                    |  | Basketball Arena, Londres Árbitros: Rabah Noujaim (LIB), Vaughan Mayberry (AUS), Vitalis Gode (KEN) |  |
| 5 de agosto 11:15 | Relatório | Pts: Maurício 18 Rbts: Manuel 12 Asts: Eusébio, Guadalupe 2 |       | Pts: Zrůstová 20 Rbts: Horáková 9 Asts: Elhotová 4 |  | Basketball Arena, Londres Árbitros: Rabah Noujaim (LIB), Vaughan Mayberry (AUS), Vitalis Gode (KEN) |  |

| 5 de agosto 16:45 | Relatório | China                                                            | 66–114 | Estados Unidos                                  |  | Basketball Arena, Londres Árbitros: Guerrino Cerebuch (ITA), Borys Ryschyk (UKR), Carole Delauné (FRA) |  |
| 5 de agosto 16:45 | Relatório | Placar por quarto: 28–31, 8–30, 12–33, 18–20                     |        |                                                 |  | Basketball Arena, Londres Árbitros: Guerrino Cerebuch (ITA), Borys Ryschyk (UKR), Carole Delauné (FRA) |  |
| 5 de agosto 16:45 | Relatório | Pts: Song Xiaoyun 15 Rbts: quatro jogadoras 3 Asts: Miao Lijie 8 |        | Pts: Taurasi 22 Rbts: Moore 7 Asts: Catchings 7 |  | Basketball Arena, Londres Árbitros: Guerrino Cerebuch (ITA), Borys Ryschyk (UKR), Carole Delauné (FRA) |  |

| 5 de agosto 20:00 | Relatório | Croácia                                           | 65–70 | Turquia                                                         |  | Basketball Arena, Londres Árbitros: Jorge Vázquez (PUR), Marcos Benito (BRA), Elena Chernova (RUS) |  |
| 5 de agosto 20:00 | Relatório | Placar por quarto: 24–18, 7–15, 13–25, 21–12      |       |                                                                 |  | Basketball Arena, Londres Árbitros: Jorge Vázquez (PUR), Marcos Benito (BRA), Elena Chernova (RUS) |  |
| 5 de agosto 20:00 | Relatório | Pts: Lelas 14 Rbts: Lelas, Mandir 6 Asts: Lelas 5 |       | Pts: Hollingsworth 14 Rbts: Yılmaz 9 Asts: Tunçluer, Vardarlı 5 |  | Basketball Arena, Londres Árbitros: Jorge Vázquez (PUR), Marcos Benito (BRA), Elena Chernova (RUS) |  |

### Grupo B

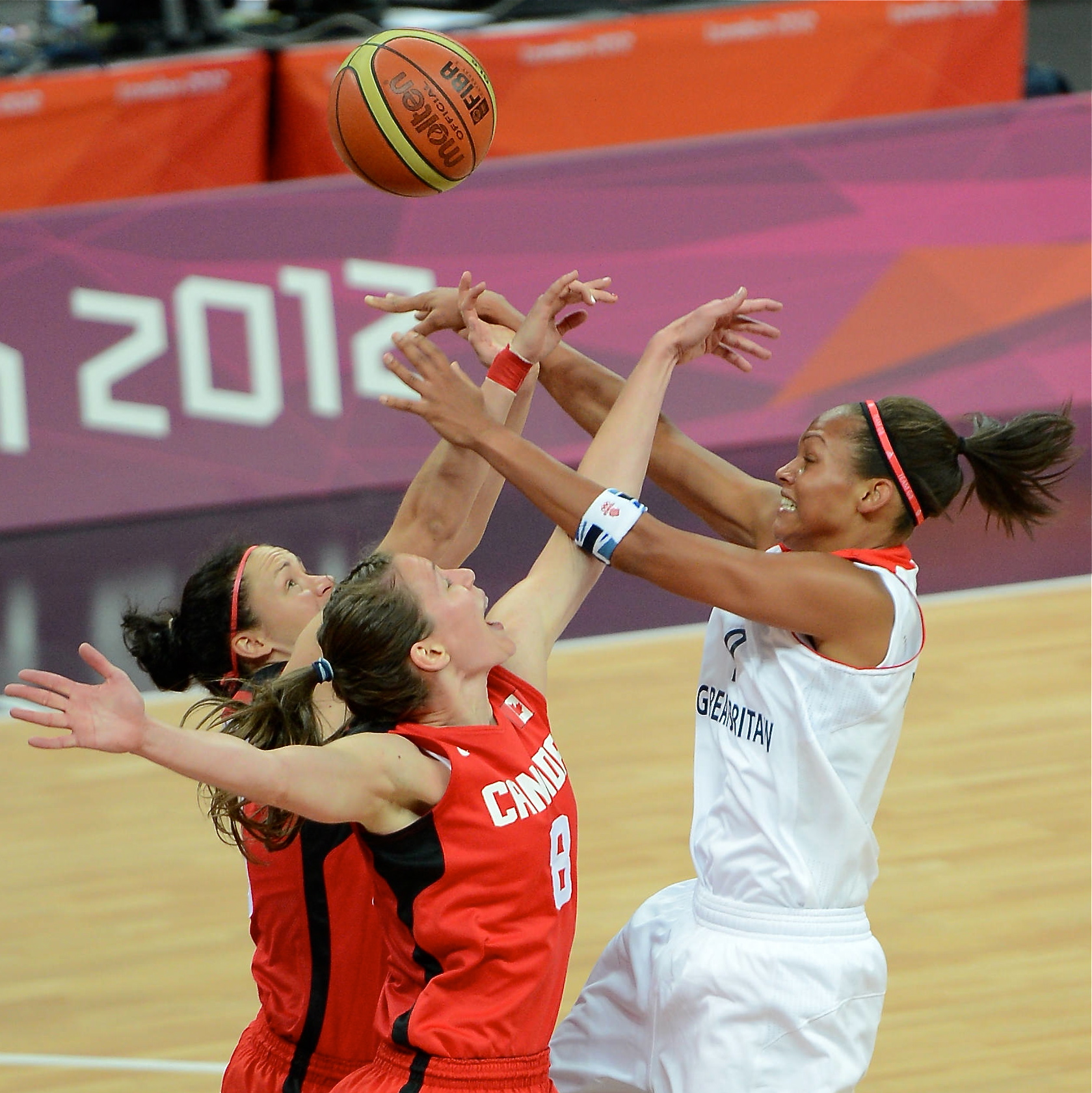
Partida entre Canadá e Grã-Bretanha.

| Equipe       | J | V | D | PF  | PC  | Dif | GA    | Pts |
| ------------ | - | - | - | --- | --- | --- | ----- | --- |
| França       | 5 | 5 | 0 | 356 | 319 | +37 | 1.116 | 10  |
| Austrália    | 5 | 4 | 1 | 353 | 322 | +31 | 1.096 | 9   |
| Rússia       | 5 | 3 | 2 | 314 | 308 | +6  | 1.019 | 8   |
| Canadá       | 5 | 2 | 3 | 328 | 332 | –4  | 0.988 | 7   |
| Brasil       | 5 | 1 | 4 | 329 | 354 | −25 | 0.929 | 6   |
| Grã-Bretanha | 5 | 0 | 5 | 327 | 372 | −45 | 0.879 | 5   |

| 28 de julho 11:15 | Relatório | Canadá                                           | 53–58 | Rússia                                               |  | Basketball Arena, Londres Árbitros: Recep Ankaralı (TUR), Peng Ling (CHN), Samir Abaakil (MAR) |  |
| 28 de julho 11:15 | Relatório | Placar por quarto: 17–15, 13–9, 13–13, 10–21     |       |                                                      |  | Basketball Arena, Londres Árbitros: Recep Ankaralı (TUR), Peng Ling (CHN), Samir Abaakil (MAR) |  |
| 28 de julho 11:15 | Relatório | Pts: Smith 20 Rbts: T. Tatham 5 Asts: Thorburn 6 |       | Pts: Hammon 14 Rbts: Osipova 12 Asts: Danilochkina 6 |  | Basketball Arena, Londres Árbitros: Recep Ankaralı (TUR), Peng Ling (CHN), Samir Abaakil (MAR) |  |

| 28 de julho 20:00 | Relatório | Brasil                                             | 58–73 | França                                      |  | Basketball Arena, Londres Árbitros: Robert Lottermoser (GER), Rabah Noujaim (LIB), Felicia Grinter (USA) |  |
| 28 de julho 20:00 | Relatório | Placar por quarto: 20–16, 14–18, 15–18, 9–21       |       |                                             |  | Basketball Arena, Londres Árbitros: Robert Lottermoser (GER), Rabah Noujaim (LIB), Felicia Grinter (USA) |  |
| 28 de julho 20:00 | Relatório | Pts: de Souza 17 Rbts: dos Santos 12 Asts: Pinto 5 |       | Pts: Dumerc 23 Rbts: Miyem 7 Asts: Dumerc 5 |  | Basketball Arena, Londres Árbitros: Robert Lottermoser (GER), Rabah Noujaim (LIB), Felicia Grinter (USA) |  |

| 28 de julho 22:15 | Relatório | Austrália                                         | 74–58 | Grã-Bretanha                                                      |  | Basketball Arena, Londres Árbitros: Jorge Carrión (PUR), Shoko Sugruro (JPN), Borys Ryschyk (UKR) |  |
| 28 de julho 22:15 | Relatório | Placar por quarto: 16–11, 23–15, 18–16, 17–16     |       |                                                                   |  | Basketball Arena, Londres Árbitros: Jorge Carrión (PUR), Shoko Sugruro (JPN), Borys Ryschyk (UKR) |  |
| 28 de julho 22:15 | Relatório | Pts: Jackson 18 Rbts: Batkovic 7 Asts: Richards 4 |       | Pts: Vanderwal, Leedham 11 Rbts: Page 7 Asts: Stafford, Leedham 3 |  | Basketball Arena, Londres Árbitros: Jorge Carrión (PUR), Shoko Sugruro (JPN), Borys Ryschyk (UKR) |  |

| 30 de julho 14:30 | Relatório | França                                                 | 74–70 (pro) | Austrália                                        | OT | Basketball Arena, Londres Árbitros: William Kennedy (USA), Christos Christodoulou (GRE), Peng Ling (CHN) |  |
| 30 de julho 14:30 | Relatório | Placar por quarto: 11–14, 17–13, 24–24, 13–14, OT: 9–5 |             |                                                  | OT | Basketball Arena, Londres Árbitros: William Kennedy (USA), Christos Christodoulou (GRE), Peng Ling (CHN) |  |
| 30 de julho 14:30 | Relatório | Pts: Gomis 22 Rbts: Yacoubou 7 Asts: Beikes, Dumerc 2  |             | Pts: Batkovic 17 Rbts: Batkovic 10 Asts: O'Hea 5 | OT | Basketball Arena, Londres Árbitros: William Kennedy (USA), Christos Christodoulou (GRE), Peng Ling (CHN) |  |

| 30 de julho 16:45 | Relatório | Rússia                                                     | 69–59 | Brasil                                           |  | Basketball Arena, Londres Árbitros: Guerrino Cerebuch (ITA), Ilija Belošević (SRB), Snehal Bendke (IND) |  |
| 30 de julho 16:45 | Relatório | Placar por quarto: 19–18, 12–8, 18–17, 20–16               |       |                                                  |  | Basketball Arena, Londres Árbitros: Guerrino Cerebuch (ITA), Ilija Belošević (SRB), Snehal Bendke (IND) |  |
| 30 de julho 16:45 | Relatório | Pts: Belyakova 14 Rbts: Grishaeva 8 Asts: três jogadoras 3 |       | Pts: de Souza 15 Rbts: de Souza 18 Asts: Costa 4 |  | Basketball Arena, Londres Árbitros: Guerrino Cerebuch (ITA), Ilija Belošević (SRB), Snehal Bendke (IND) |  |

| 30 de julho 20:00 | Relatório | Grã-Bretanha                                               | 65–73 | Canadá                                                          |  | Basketball Arena, Londres Árbitros: Juan Arteaga (ESP), Saša Pukl (SLO), Vitalis Gode (KEN) |  |
| 30 de julho 20:00 | Relatório | Placar por quarto: 15–19, 17–17, 21–19, 12–18              |       |                                                                 |  | Basketball Arena, Londres Árbitros: Juan Arteaga (ESP), Saša Pukl (SLO), Vitalis Gode (KEN) |  |
| 30 de julho 20:00 | Relatório | Pts: Stafford, Leedham 15 Rbts: Fagbenle 6 Asts: Collins 4 |       | Pts: Thorburn 18 Rbts: Pilypaitis, T. Tatham 5 Asts: Gabriele 7 |  | Basketball Arena, Londres Árbitros: Juan Arteaga (ESP), Saša Pukl (SLO), Vitalis Gode (KEN) |  |

| 1 de agosto 09:00 | Relatório | Canadá                                            | 60–64 | França                                             |  | Basketball Arena, Londres Árbitros: Luigi Lamonica (ITA), Pablo Estévez (ARG), Shoko Suguro (JPN) |  |
| 1 de agosto 09:00 | Relatório | Placar por quarto: 12–13, 13–15, 15–14, 20–22     |       |                                                    |  | Basketball Arena, Londres Árbitros: Luigi Lamonica (ITA), Pablo Estévez (ARG), Shoko Suguro (JPN) |  |
| 1 de agosto 09:00 | Relatório | Pts: Thorburn 17 Rbts: Achonwa 8 Asts: Thorburn 3 |       | Pts: Gomis 16 Rbts: Gruda 6 Asts: três jogadoras 3 |  | Basketball Arena, Londres Árbitros: Luigi Lamonica (ITA), Pablo Estévez (ARG), Shoko Suguro (JPN) |  |

| 1 de agosto 14:30 | Relatório | Austrália                                         | 67–61 | Brasil                                      |  | Basketball Arena, Londres Árbitros: Recep Ankaralı (TUR), Carl Jungebrand (FIN), Vitalis Gode (KEN) |  |
| 1 de agosto 14:30 | Relatório | Placar por quarto: 15–10, 16–8, 20–22, 16–21      |       |                                             |  | Basketball Arena, Londres Árbitros: Recep Ankaralı (TUR), Carl Jungebrand (FIN), Vitalis Gode (KEN) |  |
| 1 de agosto 14:30 | Relatório | Pts: Jackson 18 Rbts: Cambage 10 Asts: Harrower 5 |       | Pts: Costa 22 Rbts: Dantas 10 Asts: Costa 3 |  | Basketball Arena, Londres Árbitros: Recep Ankaralı (TUR), Carl Jungebrand (FIN), Vitalis Gode (KEN) |  |

| 1 de agosto 16:45 | Relatório | Grã-Bretanha                                           | 61–67 | Rússia                                           |  | Basketball Arena, Londres Árbitros: Felicia Grinter (USA), Rabah Noujaim (LIB), Jorge Vázquez (PUR) |  |
| 1 de agosto 16:45 | Relatório | Placar por quarto: 14–16, 13–23, 18–13, 16–15          |       |                                                  |  | Basketball Arena, Londres Árbitros: Felicia Grinter (USA), Rabah Noujaim (LIB), Jorge Vázquez (PUR) |  |
| 1 de agosto 16:45 | Relatório | Pts: Stafford 18 Rbts: Page 7 Asts: Collins, Leedham 3 |       | Pts: Belyakova 12 Rbts: Osipova 9 Asts: Hammon 6 |  | Basketball Arena, Londres Árbitros: Felicia Grinter (USA), Rabah Noujaim (LIB), Jorge Vázquez (PUR) |  |

| 3 de agosto 11:15 | Relatório | Rússia                                               | 66–70 | Austrália                                                |  | Basketball Arena, Londres Árbitros: Cristiano Maranho (BRA), Fernando Sampietro (ARG), Robert Lottermoser (GER) |  |
| 3 de agosto 11:15 | Relatório | Placar por quarto: 15–21, 15–11, 18–22, 18–16        |       |                                                          |  | Basketball Arena, Londres Árbitros: Cristiano Maranho (BRA), Fernando Sampietro (ARG), Robert Lottermoser (GER) |  |
| 3 de agosto 11:15 | Relatório | Pts: Osipova 15 Rbts: Osipova 9 Asts: Danilochkina 4 |       | Pts: Cambage 17 Rbts: Cambage 10 Asts: O'Hea, Harrower 5 |  | Basketball Arena, Londres Árbitros: Cristiano Maranho (BRA), Fernando Sampietro (ARG), Robert Lottermoser (GER) |  |

| 3 de agosto 14:30 | Relatório | Brasil                                               | 73–79 | Canadá                                                   |  | Basketball Arena, Londres Árbitros: José Carrion (PUR), Borys Ryschyk (UKR), Carole Delauné (FRA) |  |
| 3 de agosto 14:30 | Relatório | Placar por quarto: 8–18, 17–21, 28–16, 20–24         |       |                                                          |  | Basketball Arena, Londres Árbitros: José Carrion (PUR), Borys Ryschyk (UKR), Carole Delauné (FRA) |  |
| 3 de agosto 14:30 | Relatório | Pts: de Souza 22 Rbts: Rodrigues 4 Asts: de Souza 12 |       | Pts: Pilypaitis, Smith 14 Rbts: Thorburn 8 Asts: Smith 5 |  | Basketball Arena, Londres Árbitros: José Carrion (PUR), Borys Ryschyk (UKR), Carole Delauné (FRA) |  |

| 3 de agosto 20:00 | Relatório | França                                                   | 80–77 (pro) | Grã-Bretanha                                       | OT | Basketball Arena, Londres Árbitros: Ilija Belošević (SRB), Oļegs Latiševs (LAT), Snehal Bendke (IND) |  |
| 3 de agosto 20:00 | Relatório | Placar por quarto: 10–13, 17–10, 20–21, 20–23, OT: 13–10 |             |                                                    | OT | Basketball Arena, Londres Árbitros: Ilija Belošević (SRB), Oļegs Latiševs (LAT), Snehal Bendke (IND) |  |
| 3 de agosto 20:00 | Relatório | Pts: Gruda, Lawson-Wade 16 Rbts: Godin 8 Asts: Godin 4   |             | Pts: Leedham 29 Rbts: Page, Leedham 8 Asts: Page 3 | OT | Basketball Arena, Londres Árbitros: Ilija Belošević (SRB), Oļegs Latiševs (LAT), Snehal Bendke (IND) |  |

| 5 de agosto 09:00 | Relatório | França                                                 | 65–54 | Rússia                                                                  |  | Basketball Arena, Londres Árbitros: Pablo Estévez (ARG), Saša Pukl (SLO), Shoko Sugruro (JPN) |  |
| 5 de agosto 09:00 | Relatório | Placar por quarto: 10–15, 15–6, 30–13, 10–20           |       |                                                                         |  | Basketball Arena, Londres Árbitros: Pablo Estévez (ARG), Saša Pukl (SLO), Shoko Sugruro (JPN) |  |
| 5 de agosto 09:00 | Relatório | Pts: Dumerc 12 Rbts: Yacoubou, Beikes 7 Asts: Dumerc 3 |       | Pts: Belyakova 14 Rbts: Hammon, Osipova 5 Asts: Danilochkina, Osipova 3 |  | Basketball Arena, Londres Árbitros: Pablo Estévez (ARG), Saša Pukl (SLO), Shoko Sugruro (JPN) |  |

| 5 de agosto 14:30 | Relatório | Canadá                                        | 63–72 | Austrália                                              |  | Basketball Arena, Londres Árbitros: Felicia Grinter (USA), Oļegs Latiševs (LAT), Snehal Bendke (IND) |  |
| 5 de agosto 14:30 | Relatório | Placar por quarto: 10–24, 12–11, 20–12, 21–25 |       |                                                        |  | Basketball Arena, Londres Árbitros: Felicia Grinter (USA), Oļegs Latiševs (LAT), Snehal Bendke (IND) |  |
| 5 de agosto 14:30 | Relatório | Pts: Smith 17 Rbts: Murphy 5 Asts: Thorburn 5 |       | Pts: Snell 12 Rbts: Jackson 9 Asts: Screen, Harrower 4 |  | Basketball Arena, Londres Árbitros: Felicia Grinter (USA), Oļegs Latiševs (LAT), Snehal Bendke (IND) |  |

| 5 de agosto 22:15 | Relatório | Grã-Bretanha                                        | 66–78 | Brasil                                        |  | Basketball Arena, Londres Árbitros: Christos Christodoulou (GRE), William Kennedy (USA), Peng Ling (CHN) |  |
| 5 de agosto 22:15 | Relatório | Placar por quarto: 19–19, 17–20, 17–25, 13–14       |       |                                               |  | Basketball Arena, Londres Árbitros: Christos Christodoulou (GRE), William Kennedy (USA), Peng Ling (CHN) |  |
| 5 de agosto 22:15 | Relatório | Pts: Stafford 15 Rbts: Stafford 10 Asts: Stafford 4 |       | Pts: Santos 16 Rbts: Santos 13 Asts: Pinto 12 |  | Basketball Arena, Londres Árbitros: Christos Christodoulou (GRE), William Kennedy (USA), Peng Ling (CHN) |  |

## Fase final

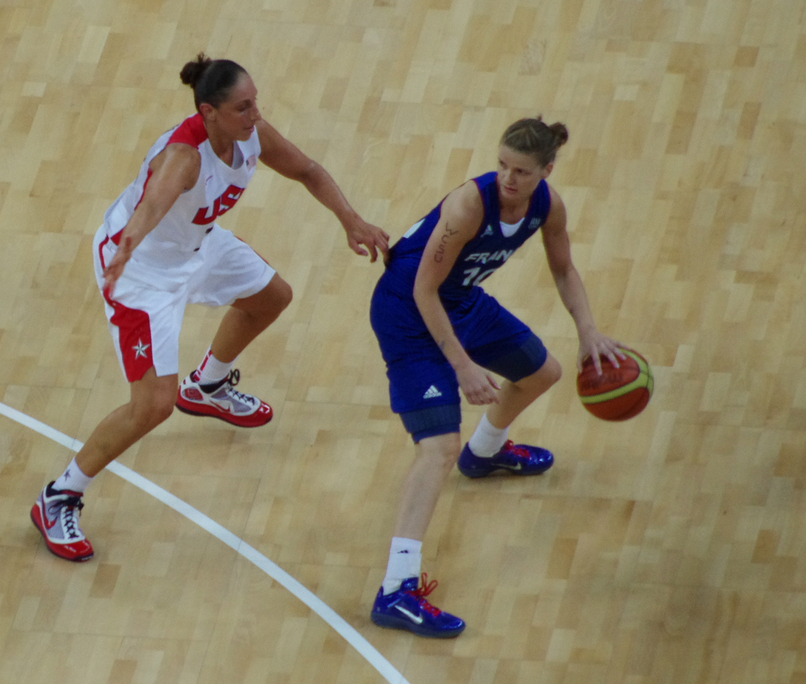
Diana Taurasi, dos EUA, marca a francesa Florence Lepron durante a final olímpica.

|  | Quartas-de-final | Quartas-de-final    | Quartas-de-final |            |               | Semifinal          | Semifinal           | Semifinal           |                     |  | Final | Final              | Final |
|  |                  |                     |                  |            |               |                    |                     |                     |                     |  |       |                    |       |
|  | A1               | USA Estados Unidos  | 91               |            |               |                    |                     |                     |                     |  |       |                    |       |
|  | B4               | CAN Canadá          | 48               |            |               |                    |                     |                     |                     |  |       |                    |       |
|  | B4               | CAN Canadá          | 48               |            | A1            | USA Estados Unidos | 86                  |                     |                     |  |       |                    |       |
|  |                  |                     |                  |            | A1            | USA Estados Unidos | 86                  |                     |                     |  |       |                    |       |
|  |                  | B2                  | AUS Austrália    | 73         |               |                    |                     |                     |                     |  |       |                    |       |
|  | B2               | B2                  | AUS Austrália    | 73         | AUS Austrália | 75                 |                     |                     |                     |  |       |                    |       |
|  | B2               |                     |                  |            | AUS Austrália | 75                 |                     |                     |                     |  |       |                    |       |
|  | A3               | CHN China           | 60               |            |               |                    |                     |                     |                     |  |       |                    |       |
|  |                  |                     |                  |            |               |                    |                     |                     |                     |  | A1    | USA Estados Unidos | 86    |
|  |                  |                     | B1               | FRA França | 50            |                    |                     |                     |                     |  |       |                    |       |
|  | B1               | FRA França          | 71               |            |               |                    |                     |                     |                     |  |       |                    |       |
|  | A4               | CZE República Checa | 68               |            |               |                    |                     |                     |                     |  |       |                    |       |
|  | A4               | CZE República Checa | 68               |            | B1            | FRA França         | 81                  |                     |                     |  |       |                    |       |
|  |                  |                     |                  |            | B1            | FRA França         | 81                  |                     |                     |  |       |                    |       |
|  |                  | B3                  | RUS Rússia       | 64         |               |                    | Disputa pelo bronze | Disputa pelo bronze | Disputa pelo bronze |  |       |                    |       |
|  | A2               | TUR Turquia         | 63               |            |               |                    | B2                  | AUS Austrália       | 83                  |  |       |                    |       |
|  | B3               | RUS Rússia          | 66               |            |               |                    |                     |                     |                     |  | B3    | RUS Rússia         | 74    |

### Quartas-de-final
| 7 de agosto 14:00 | Relatório | Estados Unidos                                     | 91–48 | Canadá                                          |  | Basketball Arena, Londres Árbitros: Guerrino Cerebuch (ITA), Shoko Sugruro (JPN), Vitalis Gode (KEN) |  |
| 7 de agosto 14:00 | Relatório | Placar por quarto: 19–8, 23–13, 26–10, 23–17       |       |                                                 |  | Basketball Arena, Londres Árbitros: Guerrino Cerebuch (ITA), Shoko Sugruro (JPN), Vitalis Gode (KEN) |  |
| 7 de agosto 14:00 | Relatório | Pts: Taurasi 15 Rbts: Moore, Parker 7 Asts: Bird 5 |       | Pts: Smith 13 Rbts: Phillips 8 Asts: Phillips 5 |  | Basketball Arena, Londres Árbitros: Guerrino Cerebuch (ITA), Shoko Sugruro (JPN), Vitalis Gode (KEN) |  |

| 7 de agosto 16:15 | Relatório | Austrália                                         | 75–60 | China                                               |  | Basketball Arena, Londres Árbitros: Oļegs Latiševs (LAT), Elena Chernova (RUS), Carole Delauné (FRA) |  |
| 7 de agosto 16:15 | Relatório | Placar por quarto: 22–16, 13–20, 20–16, 20-8      |       |                                                     |  | Basketball Arena, Londres Árbitros: Oļegs Latiševs (LAT), Elena Chernova (RUS), Carole Delauné (FRA) |  |
| 7 de agosto 16:15 | Relatório | Pts: Cambage 17 Rbts: Batkovic 9 Asts: Richards 7 |       | Pts: Ma Zengyu 15 Rbts: Chen Nan 7 Asts: Gao Song 3 |  | Basketball Arena, Londres Árbitros: Oļegs Latiševs (LAT), Elena Chernova (RUS), Carole Delauné (FRA) |  |

| 7 de agosto 20:00 | Relatório | Turquia                                              | 63–66 | Rússia                                          |  | Basketball Arena, Londres Árbitros: José Carrion (PUR), William Kennedy (USA), Peng Ling (CHN) |  |
| 7 de agosto 20:00 | Relatório | Placar por quarto: 16–23, 12–11, 23–17, 12–15        |       |                                                 |  | Basketball Arena, Londres Árbitros: José Carrion (PUR), William Kennedy (USA), Peng Ling (CHN) |  |
| 7 de agosto 20:00 | Relatório | Pts: Hollingsworth 22 Rbts: Alben 6 Asts: Vardarlı 6 |       | Pts: Hammon 19 Rbts: Petrakova 7 Asts: Hammon 5 |  | Basketball Arena, Londres Árbitros: José Carrion (PUR), William Kennedy (USA), Peng Ling (CHN) |  |

| 7 de agosto 22:15 | Relatório | França                                        | 71–68 | Chéquia                                             |  | Basketball Arena, Londres Árbitros: Marcos Benito (BRA), Felicia Grinter (USA), Rabah Noujaim (LIB) |  |
| 7 de agosto 22:15 | Relatório | Placar por quarto: 16–12, 12–16, 13–23, 30–17 |       |                                                     |  | Basketball Arena, Londres Árbitros: Marcos Benito (BRA), Felicia Grinter (USA), Rabah Noujaim (LIB) |  |
| 7 de agosto 22:15 | Relatório | Pts: Dumerc 23 Rbts: Gruda 7 Asts: Dumerc 6   |       | Pts: Vítečková 17 Rbts: Horáková 7 Asts: Horáková 5 |  | Basketball Arena, Londres Árbitros: Marcos Benito (BRA), Felicia Grinter (USA), Rabah Noujaim (LIB) |  |

### Semifinais
| 9 de agosto 17:00 | Relatório | Austrália                                      | 73–86 | Estados Unidos                                            |  | North Greenwich Arena, Londres Árbitros: Ilija Belošević (SRB), Borys Ryschyk (UKR), Snehal Bendke (IND) |  |
| 9 de agosto 17:00 | Relatório | Placar por quarto: 22–20, 25–23, 12–22, 14–21  |       |                                                           |  | North Greenwich Arena, Londres Árbitros: Ilija Belošević (SRB), Borys Ryschyk (UKR), Snehal Bendke (IND) |  |
| 9 de agosto 17:00 | Relatório | Pts: Cambage 19 Rbts: Jackson 17 Asts: Jarry 5 |       | Pts: Taurasi, Charles 14 Rbts: Charles 10 Asts: Charles 4 |  | North Greenwich Arena, Londres Árbitros: Ilija Belošević (SRB), Borys Ryschyk (UKR), Snehal Bendke (IND) |  |

| 9 de agosto 21:00 | Relatório | Rússia                                                    | 64–81 | França                                                |  | North Greenwich Arena, Londres Árbitros: Guerrino Cerebuch (ITA), Jorge Vázquez (PUR), Stephen Seibel (CAN) |  |
| 9 de agosto 21:00 | Relatório | Placar por quarto: 15–24, 16–14, 20–21, 13–22             |       |                                                       |  | North Greenwich Arena, Londres Árbitros: Guerrino Cerebuch (ITA), Jorge Vázquez (PUR), Stephen Seibel (CAN) |  |
| 9 de agosto 21:00 | Relatório | Pts: Danilochkina, Hammon 13 Rbts: Vieru 8 Asts: Hammon 5 |       | Pts: Lawson-Wade 18 Rbts: Gruda 8 Asts: Lawson-Wade 5 |  | North Greenwich Arena, Londres Árbitros: Guerrino Cerebuch (ITA), Jorge Vázquez (PUR), Stephen Seibel (CAN) |  |

### Disputa do bronze
| 11 de agosto 17:00 | Relatório | Austrália                                      | 83–74 | Rússia                                            |  | North Greenwich Arena, Londres Árbitros: Jorge Vázquez (PUR), Felicia Grinter (USA), Shoko Sugruro (JPN) |  |
| 11 de agosto 17:00 | Relatório | Placar por quarto: 17–16, 21–14, 19–13, 26–31  |       |                                                   |  | North Greenwich Arena, Londres Árbitros: Jorge Vázquez (PUR), Felicia Grinter (USA), Shoko Sugruro (JPN) |  |
| 11 de agosto 17:00 | Relatório | Pts: Jackson 25 Rbts: Jackson 11 Asts: O'Hea 5 |       | Pts: Hammon 19 Rbts: Vodopyanova 8 Asts: Hammon 4 |  | North Greenwich Arena, Londres Árbitros: Jorge Vázquez (PUR), Felicia Grinter (USA), Shoko Sugruro (JPN) |  |

### Final
| 11 de agosto 21:00 | Relatório | Estados Unidos                                 | 86–50 | França                                                    |  | North Greenwich Arena, Londres Árbitros: Fernando Sampietro (ARG), Elena Chernova (RUS), Peng Ling (CHN) |  |
| 11 de agosto 21:00 | Relatório | Placar por quarto: 20–15, 17–10, 26–12, 23–13  |       |                                                           |  | North Greenwich Arena, Londres Árbitros: Fernando Sampietro (ARG), Elena Chernova (RUS), Peng Ling (CHN) |  |
| 11 de agosto 21:00 | Relatório | Pts: Parker 21 Rbts: Parker 11 Asts: Taurasi 6 |       | Pts: Gruda, Lawson-Wade 12 Rbts: Ndongue 8 Asts: Dumerc 3 |  | North Greenwich Arena, Londres Árbitros: Fernando Sampietro (ARG), Elena Chernova (RUS), Peng Ling (CHN) |  |

## Classificação final
| Pos.              | Equipe              | Campanha (V–D) |
| ----------------- | ------------------- | -------------- |
| Medalha de ouro   | USA Estados Unidos  | 8–0            |
| Medalha de prata  | FRA França          | 7–1            |
| Medalha de bronze | AUS Austrália       | 6–2            |
| 4                 | RUS Rússia          | 4–4            |
| 5                 | TUR Turquia         | 4–2            |
| 6                 | CHN China           | 3–3            |
| 7                 | CZE República Checa | 2–4            |
| 8                 | CAN Canadá          | 2–4            |
| 9                 | BRA Brasil          | 1–4            |
| 10                | CRO Croácia         | 1–4            |
| 11                | GBR Grã-Bretanha    | 0–5            |
| 12                | ANG Angola          | 0–5            |